# Leipanthura casuarina
Leipanthura casuarina là một loài chân đều trong họ Anthuridae. Loài này được Poore miêu tả khoa học năm 2009.